# Wild Bunch
Pour les articles homonymes, voir The Wild Bunch.
Le Wild Bunch, aussi connu sous le nom de gang Doolin-Dalton, était un groupe de hors-la-loi basé en Territoire indien qui sévit dans le Kansas, le Missouri, l'Arkansas et le Territoire de l'Oklahoma durant les années 1890. Ils ont dévalisé des banques et des magasins, attaqué des trains et tué des hommes de loi. De tous les gangs du Far-West, c'est celui qui a connu la fin la plus violente. Formé à la fin du XIXe siècle, seuls deux de ses onze membres survivent au XXe siècle. Tous sont morts par balles dans des affrontements avec les forces de l'ordre.

## Membres du gang

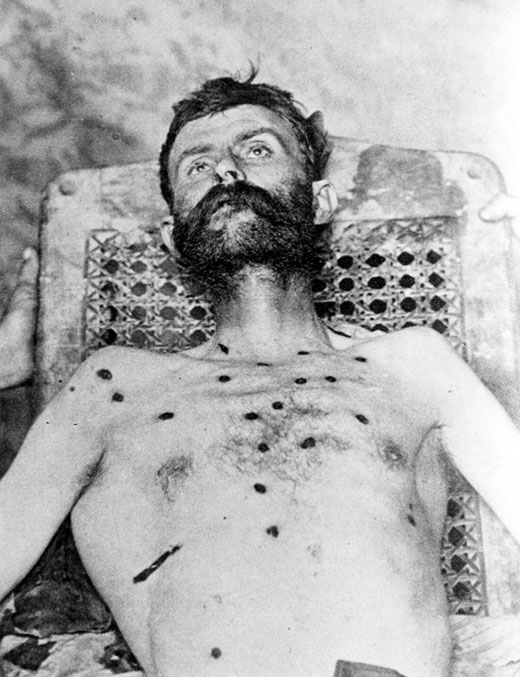
Bill Doolin mort

- Ol Yantis — tué le 29 novembre 1892 à Orlando (Oklahoma) par le shérif de Ford County, Chalkey Beeson, et le US Marshal Tom Hueston.
- Arkansas Tom Jones — arrêté le 1er septembre 1893 à Ingalls (Oklahoma) ; gracié en 1910 ; tué le 16 août 1924 à Joplin par la police de Joplin.
- Bill Dalton — tué le 8 juin 1894 à Ardmore (Oklahoma).
- Tulsa Jack Blake — tué le 4 avril 1895 près de Ames (Oklahoma) par l'U.S. Marshal Will Banks et Isaac Prater.
- Bitter Creek Newcomb — tué le 2 mai 1895 dans le Comté de Payne par les frères Dunn (en).
- Charley Pierce — tué le 2 mai 1895 à Payne County par les frères Dunn.
- Little Bill Raidler — arrêté le 6 septembre 1895 par l'U.S. Marshal Bill Tilghman ; libéré en 1903 en raison des suites des blessures qu'il avait reçues lors de son arrestation ; mort en 1904.
- Bill Doolin (en) — arrêté le 15 janvier 1896 à Eureka Springs par l'U.S. Marshal Bill Tilghman ; évadé avec Dynamite Dick Clifton ; tué le 24 août 1896 à Quay (Oklahoma).
- Red Buck Waightman — tué le 4 mars 1896 près d'Arapaho (Oklahoma).
- Dynamite Dick Clifton — arrêté en juin 1896 par un U.S. Marshal du Texas ; évadé avec Bill Doolin ; tué le 7 novembre 1897 près de Checotah par un U.S. Marshal.
- Little Dick West — tué le 8 avril 1898 dans le Comté de Logan par un U.S. Marshal.